# بيلي مكاي
بيلي مكاي (بالإنجليزية: Billie McKay)‏ هي مشاركة تلفزيون الواقع ‏ أسترالية، ولدت في 11 يوليو 1991.